# Bolesław Dratwa
Bolesław Dratwa, ps. Szczęsny, Szymon, Szymkiewicz (ur. 14 sierpnia 1893 w Piotrkowie Trybunalskim, zm. 5 sierpnia 1944 w Warszawie) – polski działacz socjalistyczny i związkowy.

## Życiorys
Jako uczeń gimnazjum w Piotrkowie Trybunalskim zorganizował koło konspiracyjnego Związku Młodzieży Postępowo-Niepodległościowej (ZMPN), działającego pod patronatem PPS-Frakcja Rewolucyjna (w działaniach koła uczestniczyli m.in. Zygmunt Zaremba, Marian Nowicki, Tadeusz Żarski). 
W 1912 rozpoczął studia na Uniwersytecie Lwowskim, jednak po roku przerwał studia i powrócił do Piotrkowa.
W 1914 wstąpił do Polskiej Partii Socjalistycznej. Od 1919 przewodniczący Okręgowego Komitetu Robotniczego PPS w Piotrkowie. Członek Komitetu Wykonawczego Rady Delegatów Robotniczych. Sekretarz Rady Związków Zawodowych w Piotrkowie.
Radny miasta Piotrkowa. W okresie 1921–1924 współpracował z Adamem Próchnikiem w Zarządzie Miasta Piotrkowa.
Od 1926 przeniósł się do Warszawy. Z ramienia PPS członek Zarządu Kasy Chorych, a następnie dyrektor Okręgowego Związku Kasy Chorych. W 1929 przejściowo aresztowany z innymi działaczami PPS pod zarzutami finansowymi. Po zmianach w Kasach Chorych i utworzeniu Zakładu Ubezpieczeń Społecznych zwolniony w maju 1935.
Od 1931 do 1939 członek prezydium (sekretarz) Warszawskiego Okręgowego Komitetu Robotniczego PPS. Od 1936 po rozwiązaniu OM TUR został szefem Wydziału Młodzieży Warszawskiego OKR PPS.
Od 1921 do 1924 oraz od 1934 do 1939 członek Rady Naczelnej PPS.
W styczniu 1937 zgłoszony przez Radę Miasta Łodzi jako kandydat na wiceprezydenta miasta (prezydentem miał być Norbert Barlicki). Do wyboru nie doszło w wyniku rozwiązania Rady Miasta przez władze.
We wrześniu 1939 jako sekretarz OKR PPS współorganizował Robotnicze Brygady Obrony Warszawy. Od 1939 do 1944 kierował Warszawskim Okręgiem PPS–WRN.

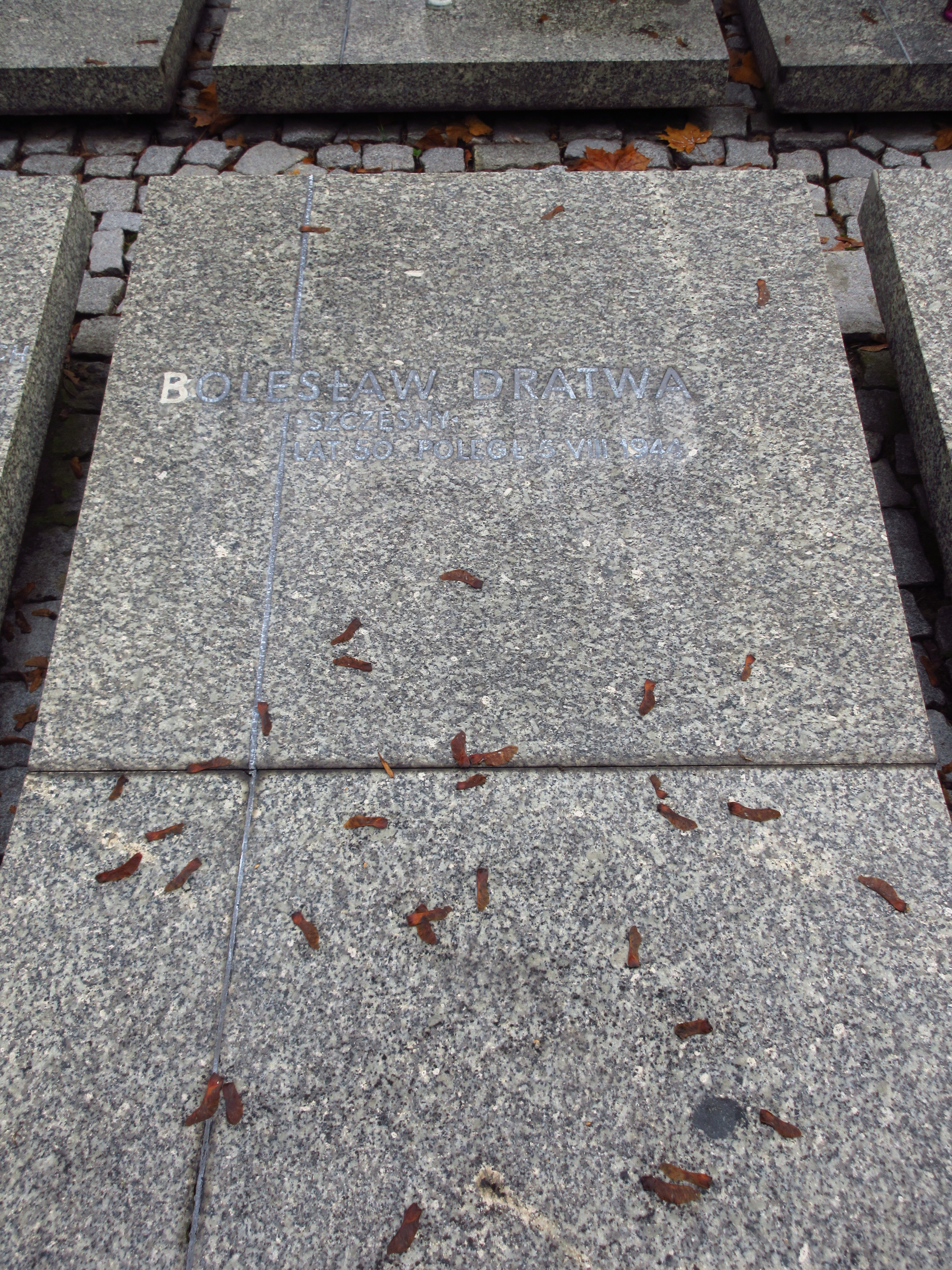
Grób Bolesława Dratwy na Cmentarzu Bródnowskim.

W 1940 został również wybrany skarbnikiem Centralnego Kierownictwa Ruchu (CKR). Zorganizował konspiracyjną Radę Zawodową przy PPS–WRN.
W czasie powstania warszawskiego zorganizował jawnie działający Warszawski Okręgowy Komitet Robotniczy PPS przy ul. Moniuszki 1a oraz dzielnicowe biura dla Śródmieścia, Grzybowa, Powiśla, Czerniakowa i Starego Miasta.
Zginął 5 sierpnia 1944 w czasie bombardowania lotniczego przy ul. Złotej 47. Pochowany na cmentarzu Bródnowskim (kwatera 33C-6-14).
Odznaczony Medalem Niepodległości.